# Carlo Mattrel
Carlo Mattrel (ur. 14 kwietnia 1937 w Turynie; zm. 25 września 1976 we Froncie) – włoski piłkarz, grający na pozycji bramkarza. Był pieszczotliwie nazywany Carletto.

## Kariera piłkarska

### Kariera klubowa
Wychowanek Juventusu, w barwach którego w 1955 rozpoczął karierę piłkarską. Został wypożyczony do Anconitany i Palermo. W 1965 przeszedł do Cagliari, skąd znów został wypożyczony do Chicago Mustangs. W latach 1967-1969 bronił barw SPAL.

### Kariera reprezentacyjna
13 maja 1962 roku debiutował w narodowej reprezentacji Włoch w meczu przeciwko Belgii (3:1). Łącznie puścił 3 bramki w 2 meczach międzynarodowych. Również w 1958 roku występował w młodzieżowej i reprezentacji B.
Po zakończeniu kariery piłkarskiej rozpoczął pracę jako ślusarz, aż do przedwczesnej śmierci w 1976 roku, w wieku trzydziestu dziewięciu lat, po wypadku drogowym, który miał miejsce we Front Canavese. Jego samochód uderzył w brzozę, a Mattrel uderzył się w głowę na przedniej szybie. Zmarł natychmiast pomimo szybkiej pomocy anestezjologa.

## Sukcesy i odznaczenia

### Sukcesy klubowe
Juventus
- mistrz Włoch (3x): 1957/58, 1959/60, 1960/61
- zdobywca Pucharu Włoch (2x): 1958/59, 1959/60